# Смолино (Вологодская область)
Смолино — деревня в Белозерском районе Вологодской области.
Входит в состав Шольского сельского поселения, с точки зрения административно-территориального деления — в Шольский сельсовет.
Расположена на правом берегу реки Шолы. Расстояние по автодороге до районного центра Белозерска составляет 101 км, до центра муниципального образования села Зубово — 3 км. Ближайшие населённые пункты — Верховье, Гаврино, Есино, Митино.
Население по данным переписи 2002 года — 20 человек (10 мужчин, 10 женщин). Всё население — русские.